# Wodnik białobrewy
Wodnik białobrewy (Hypotaenidia philippensis) – gatunek ptaka z rodziny chruścieli (Rallidae), zamieszkujący wschodnią Indonezję po Moluki i Filipiny oraz wschodnią Australię, Nową Zelandię i wiele wysp zachodniego i środkowego Pacyfiku. Nie jest zagrożony wyginięciem.

## Taksonomia
Po raz pierwszy zgodnie z zasadami nazewnictwa binominalnego gatunek ten opisał Karol Linneusz w 12. edycji Systema Naturae (1766). Nowemu gatunkowi nadał nazwę Rallus philippensis. Obecnie (2022) Międzynarodowy Komitet Ornitologiczny (IOC) umieszcza wodnika białobrewego w rodzaju Hypotaenidia; niektórzy autorzy umieszczają go w Gallirallus. IOC wyróżnia 20 podgatunków, niektórzy autorzy wyróżniają ich do 26. Niekiedy za podgatunek wodnika białobrewego uznawany był wodnik chathamski (H. dieffenbachii). Okaz, który stanowił holotyp wymarłego, hipotetycznego gatunku znanego jako Gallirallus sharpei, prawdopodobnie reprezentował odmianę barwną wodnika białobrewego, co potwierdziło badanie genetyczne z 2008 (wyników nie opublikowano).

## Podgatunki i zasięg występowania
IOC wyróżnia następujące podgatunki:
- H. p. andrewsi (Mathews, 1911) – Wyspy Kokosowe[6]
- H. p. xerophila van Bemmel & Hoogerwerf, 1940 – Gunungapi (północno-centralne Małe Wyspy Sundajskie)[6]
- H. p. wilkinsoni (Mathews, 1911) – Flores (Małe Wyspy Sundajskie)[6]
- H. p. philippensis (Linnaeus, 1766) – wodnik białobrewy[8] – Filipiny, Celebes na wschód po Buru, Sumba (reprezentowany tam podgatunek niejasny), Alor, Sawu, Roti i Timor; niedawno stwierdzony na Borneo (zachodni Sabah, Borneo Zachodnie)[6]
- H. p. pelewensis Mayr, 1933 – Palau (zachodnie Wyspy Karolińskie)[4]
- H. p. anachoretae (Mayr, 1949) – północno-zachodni Archipelag Bismarcka, wyspy Ninigo, Kaniet i Hermit[6]
- H. p. admiralitatis Stresemann, 1929 – Wyspy Admiralicji[6]
- H. p. praedo (Mayr, 1949) – Skokie (północno-zachodnie okolice Manus, Wyspy Admiralicji)[4]
- H. p. lesouefi (Mathews, 1911) – Nowy Hanower, Nowa Irlandia (prawdopodobnie), Tabar, Tanga (Archipelag Bismarcka)[6]
- H. p. meyeri Hartert, 1930 – Nowa Brytania, Witu (Archipelag Bismarcka)[6]
- H. p. christophori (Mayr, 1938) – Wyspy Salomona[6]
- H. p. sethsmithi (Mathews, 1911) – Vanuatu, Fidżi[6]
- H. p. swindellsi (Mathews, 1911) – Nowa Kaledonia, Wyspy Lojalności[6]
- H. p. goodsoni (Mathews, 1911) – Samoa, Niue[6]
- H. p. ecaudata (Miller, JF, 1783) – Tonga[6]
- H. p. assimilis (Gray, GR, 1843) – Nowa Zelandia, w tym Wyspa Stewart[6]
- †H. p. macquariensis (Hutton, FW, 1879) – wodnik południowy[8] – Macquarie[6]
- H. p. lacustris (Mayr, 1938) – północno-zachodnia, północno-wschodnia, wschodnia i centralna Nowa Gwinea, Long Island[4]
- H. p. tounelieri (Schodde & Naurois, 1982) – Wyspy Morza Koralowego i Wielkiej Rafy Koralowej na wschód po okolice Surprise Island (na północ od Nowej Kaledonii)[6]
- H. p. mellori (Mathews, 1912) – zachodnia i południowa Nowa Gwinea, Australia, wyspa Norfolk[4].

Niektórzy autorzy wyróżniają też podgatunek H. p. reducta (Mayr, 1938) – środkowa i północno-wschodnia Nowa Gwinea oraz Long Island.

## Morfologia
Długość ciała: 25–33 cm; masa ciała 126–234 g u samców, 115–265 g u samic. Średniej wielkości chruściel, o długim, mocnym dziobie i długich, jasnoczerwonawych lub żółtych nogach z długimi palcami. Grzbiet jest barwy brązowawej, z rysunkiem z ciemnych pasków i białych plam. Nad okiem ciągnie się biały pas. Szara spodnia strona szyi odcina się od czarno-biało poprzecznie prążkowanej piersi i brzucha. Przez pierś biegnie poprzeczny, szeroki, czerwonawo-brązowawy pas. Ma zaokrąglone skrzydła. Młode ptaki są ciemniejsze i na stronie grzbietowej nie są biało nakrapiane.

## Ekologia i zachowanie
Środowiskiem życia tych ptaków jest gęsta roślinność na obrzeżach różnych zbiorników lub upraw. Spotykane są także w okolicach zbiorników pochodzenia antropogenicznego, jak osadniki, i rowów odpływowych. Pożywieniem tych ptaków są skorupiaki, mięczaki, owady, płazy, pajęczaki, jaja żółwi i ptaków, małe ryby, padlina, nasiona i odpadki. Żerują zazwyczaj wcześnie rano i wieczorem. Zwykle obserwowane są pojedynczo lub w parach.

### Lęgi

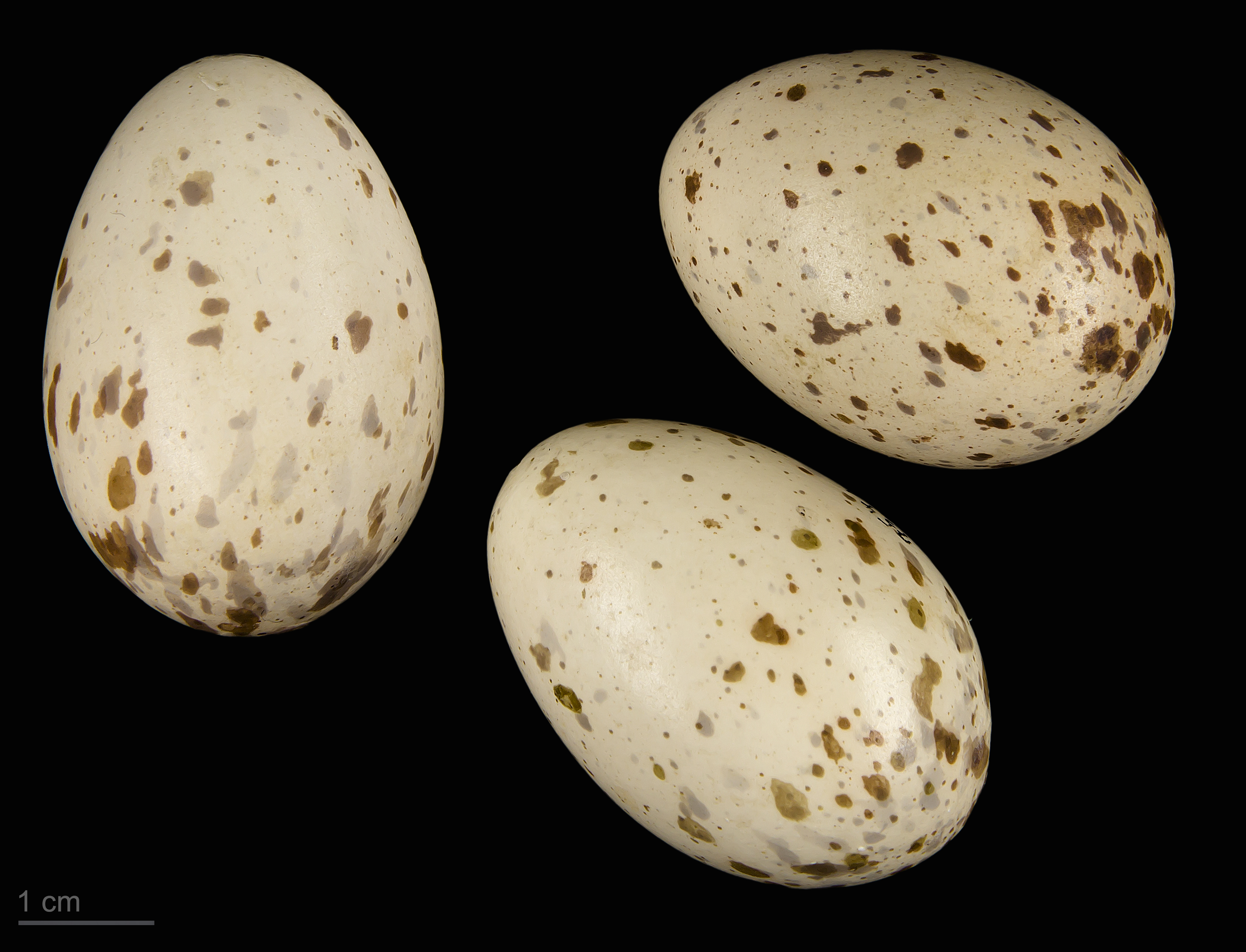
Jaja z kolekcji muzealnej

Okres lęgowy różni się w zależności od miejsca występowania. Gniazdo umieszczone jest w wysokich trawach lub w szuwarach, jego budulec stanowią trawy. Zniesienie liczy 5–8 jaj. Obydwa ptaki z pary wysiadują je przez około 19 dni. Młode w dobę od wyklucia opuszczają gniazdo. Następnie nadzorowane są przez rodziców, żerują same lub otrzymują pokarm od matki.

## Status
IUCN uznaje wodnika białobrewego za gatunek najmniejszej troski (LC, Least Concern) nieprzerwanie od 1988 (stan w 2022). Globalny trend liczebności oceniany jest jako stabilny, choć u niektórych populacji nie jest on znany.
Podgatunek H. p. macquariensis wymarł pod koniec XIX wieku. Za jego wymarcie odpowiadają wprowadzone na wyspę koty, szczury i weki (Gallirallus australis), zjadające jaja i pisklęta tych ptaków. Wymarcie wodników południowych przyśpieszyło niszczenie środowiska przez również wprowadzone na wyspę króliki.